# Andreas Knudsen
Andreas "Annan" Knudsen (født 23. november 1887 i Drammen, død 11. februar 1982 i Oslo) var en norsk roer og sejler.
Knudsen deltog ved OL 1908 i roning i den norske otter, der blev slået ud i indledende heat af den canadiske båd.
Ved OL 1920 i Antwerpen stillede ahn op i sejlsport, hvor han var med i båden Marmi II i 6-meter klassen (1907-regler) sammen med Einar Torgersen og Leif Erichsen. Der deltog fire både i klassen, to belgiske og to norske. Den belgiske båd Edelweiss II vandt konkurrencen med fem point, mens Marmi II tog sølvet med syv point foran landsmændene i Stella og belgiske Suzy, begge med ni point.